# Adrian Peterson
Adrian Lewis Peterson (urodzony 21 marca 1985 roku w Palestine w stanie Teksas) – amerykański zawodnik futbolu amerykańskiego, grający na pozycji running back. W rozgrywkach akademickich NCAA występował w drużynie Oklahoma Sooners.
W roku 2003 otrzymał nagrodę Hall Trophy, zostając tym samym najlepszym zawodnikiem futbolu w rozgrywkach szkół średnich. W 2007 roku przystąpił do draftu NFL. Został wybrany w pierwszej rundzie (7. wybór) przez zespół Minnesota Vikings. W drużynie z Minnesoty występuje do tej pory. W sezonach 2007-2010 czterokrotnie został wybrany do meczu gwiazd Pro Bowl oraz do najlepszej drużyny ligi All-Pro. W kwietniu 2017 roku podpisał dwuletnią umowę z New Orleans Saints. Jesienią 2023 wystąpi w 32. edycji programu Dancing with the Stars.